# Мејбрук (Њујорк)
Мејбрук (енгл. Maybrook) град је у америчкој савезној држави Њујорк.

## Демографија
По попису из 2010. године број становника је 2.958, што је 126 (-4,1%) становника мање него 2000. године.
| Група             | 2000.         | 2010.         |
| Белци             | 2.333 (75,6%) | 1.905 (64,4%) |
| Афроамериканци    | 277 (9,0%)    | 336 (11,4%)   |
| Азијати           | 37 (1,2%)     | 55 (1,9%)     |
| Хиспаноамериканци | 393 (12,7%)   | 597 (20,2%)   |
| Укупно            | 3.084         | 2.958         |